# Lorenzo Rota
Lorenzo Rota (Bergamo, 23 mei 1995) is een Italiaans wielrenner die anno 2022 rijdt voor Intermarché-Wanty-Gobert Matériaux.

## Carrière
In 2016 werd Rota prof bij Bardiani CSF, na eerder twee seizoenen voor Unieuro Wilier (in 2014 met de naam MG Kvis-Wilier) te hebben gereden. Zijn debuut voor het GreenTeam maakte hij in de Grote Prijs van de Etruskische Kust, waar hij op plek 32 eindigde. In maart nam hij deel aan zijn eerste Monument; in Milaan-San Remo eindigde hij op bijna vierenhalve minuut van winnaar Arnaud Démare op plek 112. In zijn tweede seizoen bij de groene formatie werd hij onder meer vijfde in het eindklassement van de Ronde van de Limousin en dertiende in dat van de Ronde van Toscane.

## Overwinningen
2013
Puntenklassement Ronde van Basilicata
2022
2e etappe Ronde van Tsjechië
Eind- en puntenklassement Ronde van Tsjechië

## Resultaten in voornaamste wedstrijden
| Jaar | Ronde van Italië | Ronde van Frankrijk | Ronde van Spanje |
| ---- | ---------------- | ------------------- | ---------------- |
| 2016 |                  |                     |                  |
| 2017 | 151e             |                     |                  |
| 2018 |                  |                     |                  |
| 2019 | 85e              |                     |                  |
| 2020 | 93e              |                     |                  |
| 2021 |                  | 63e                 |                  |
| 2022 | 32e              |                     |                  |
| 2023 | 46e              |                     |                  |
| 2024 |                  |                     | opgave           |
| 2025 |                  |                     |                  |

| Jaar | Milaan-San Remo | Gent-Wevelgem | Amstel Gold Race | Luik-Bast.‑Luik | Ronde van Lombardije | Waalse Pijl | Clásica San Sebastián |  | WK op de weg |
| ---- | --------------- | ------------- | ---------------- | --------------- | -------------------- | ----------- | --------------------- |  | ------------ |
| 2016 | 112e            | opgave        | 63e              |                 | opgave               |             |                       |  |              |
| 2017 | 108e            |               | 73e              |                 | 89e                  |             |                       |  |              |
| 2018 | 135e            |               |                  |                 | opgave               |             |                       |  |              |
| 2019 | opgave          |               | opgave           |                 | 63e                  |             |                       |  |              |
| 2020 | 28e             |               |                  |                 | 18e                  |             |                       |  |              |
| 2021 | 40e             |               | 44e              | 42e             | 28e                  | 39e         | 4e                    |  |              |
| 2022 | 19e             |               |                  |                 | opgave               |             | 10e                   |  | 13e          |
| 2023 | 31e             |               | 61e              | 20e             | opgave               | 33e         | 30e                   |  | 28e          |
| 2024 |                 |               | 19e              | 33e             | 39e                  | opgave      | 22e                   |  | 43e          |
| 2025 |                 |               | opgave           |                 |                      |             | 45e                   |  |              |

## Ploegen
- 2014 –  MG Kvis-Wilier
- 2015 –  Unieuro Wilier
- 2016 –  Bardiani CSF
- 2017 –  Bardiani CSF
- 2018 –  Bardiani CSF
- 2019 –  Bardiani CSF
- 2020 –  Vini Zabù-KTM
- 2021 –  Intermarché-Wanty-Gobert Matériaux
- 2022 –  Intermarché-Wanty-Gobert Matériaux
- 2023 –  Intermarché-Circus-Wanty
- 2024 –  Intermarché-Wanty
- 2025 –  Intermarché-Wanty

Andreetta · Barbin · Boem · Bongiorno · Chirico · Ciccone · Colbrelli · Maestri · Pirazzi · Rota · Ruffoni · Simion · L.Sterbini · S.Sterbini · Tonelli · Velasco · Zardini
Albanese · Andreetta · Barbin · Boem · Bresciani · Ciccone · Maestri · Maronese · Pacinotti · Pirazzi · Rota · Ruffoni · Simion · Sterbini · Tonelli · Velasco · Wackermann · Zardini · Fortunato (stagiair) · Orsini (stagiair)
Albanese · Andreetta · Barbin · Bresciani · Carboni · Ciccone · Guardini · Maestri · Maronese · Orsini · Rota · Savini · Senni · Simion · Sterbini · Tonelli · Wackermann
Albanese · Barbin · Bresciani · Carboni · Covili · Guardini · Maestri · Maronese · Orsini · Pessot · Romano · Rota · Savini · Senni · Simion · Tonelli · Wackermann
Bakelants · Bellicaud · De Gendt · De Plus · De Winter · Delacroix · Devriendt · Eiking · Evans · Hermans · Hirt · van der Hoorn · van Kessel · Koch · Kreder · Lammertink · Meintjes · Minali · Pasqualon · Petilli · Planckaert · B. van Poppel · D. van Poppel · Rota · Taaramäe · Van Melsen · Vanspeybrouck · Vliegen · Zimmermann · Girmay (stagiair) · Daemen (stagiair) · De Pooter (stagiair) · Jarnet (stagiair)
Bakelants · Bystrøm · Claeys · De Gendt · Delacroix · Devriendt · Girmay · Goossens · Hermans · Hirt · Huys · Johansen · Kristoff · Meintjes · Page · Pasqualon · Peák · Petilli · Petit · Planckaert ·  Pozzovivo(vanaf 14/2) · Rota · Taaramäe · Thijssen · van der Hoorn · van Kessel · Van Melsen · van Poppel · Vliegen · Zimmermann · De Pooter (stagiair) · Mihkels (stagiair)
Bonifazio · Bystrøm · Calmejane · Costa · De Gendt · De Pooter · Girmay · Goossens · Herregodts · Huys · Johansen · Marit · Meintjes · Mihkels · Page · Paquot · Petilli · Petit · Planckaert · Rex · Rota · Smith · Taaramäe · Teunissen · Thijssen · van der Hoorn · van Poppel · Vliegen · Zimmermann
Braet · Busatto · Calmejane · Colleoni · De Pooter · Faure Prost · Girmay · Goossens · Herregodts · Kuypers(vanaf 4/4) · Marit · Meintjes · Mihkels · Page · Paquot · Petilli · Petit · Planckaert · Rex · Rota · Smith · Taaramäe · Teunissen · Thijssen · van der Hoorn · Van Hoecke · van Poppel · van Sintmaartensdijk · Zimmermann · Dolven(stagiair)